# Генри, Джозеф

Джозеф Генри на картине «Люди прогресса»

Джозеф Генри (англ. Joseph Henry; 17 декабря 1797 — 13 мая 1878) — американский физик, первый секретарь Смитсоновского института. Генри считался одним из величайших американских учёных со времён Бенджамина Франклина. Создавая магниты, Генри открыл новое явление в электромагнетизме — самоиндукцию. Независимо от Фарадея Генри обнаружил взаимоиндукцию, но Фарадей раньше опубликовал свои результаты. Его работы по электромагнитным реле были основой для электрического телеграфа, изобретённого Сэмюэлем Морзе и Чарльзом Уитстоном независимо от Генри.
Генри входил в число первых 50 выдающихся ученых, включенных президентом Линкольном в состав Национальной Академии наук США (1863), и с 1868 года до конца жизни был её бессменным президентом. В честь Джозефа Генри названа единица индуктивности в Международной системе единиц (СИ) — «генри».

## Биография

### Ранние годы
Джозеф Генри родился 17 декабря 1797 года, в городе Олбани (штат Нью-Йорк). Его родители были бедны. Джозеф рано потерял отца. В оставшиеся годы своего детства, Джозеф жил со своей бабушкой в Голуэе (Galway; штат Нью-Йорк). Его отправили в школу, которая позже была переименована в его честь: «Начальная школа им. Джозефа Генри». После школы он работал в универмаге, а позже, в 13 лет, — подмастерьем у часовщика. Первой большой любовью Генри был театр, и он практически стал профессиональным актёром. Но в 16 лет у него появился интерес к науке после случайного прочтения книги «Популярные лекции по экспериментальной философии». В 1819 году он поступил в Академию Олбани, где обучался бесплатно. Он был настолько беден, что даже при бесплатном обучении ему приходилось подрабатывать репетиторством. Генри хотел заняться медициной, но в 1824 году он был назначен помощником инженера по надзору за строительством дороги между рекой Гудзон и озером Эри. С этого момента он был поглощён карьерой инженера.

### В Академии Олбани

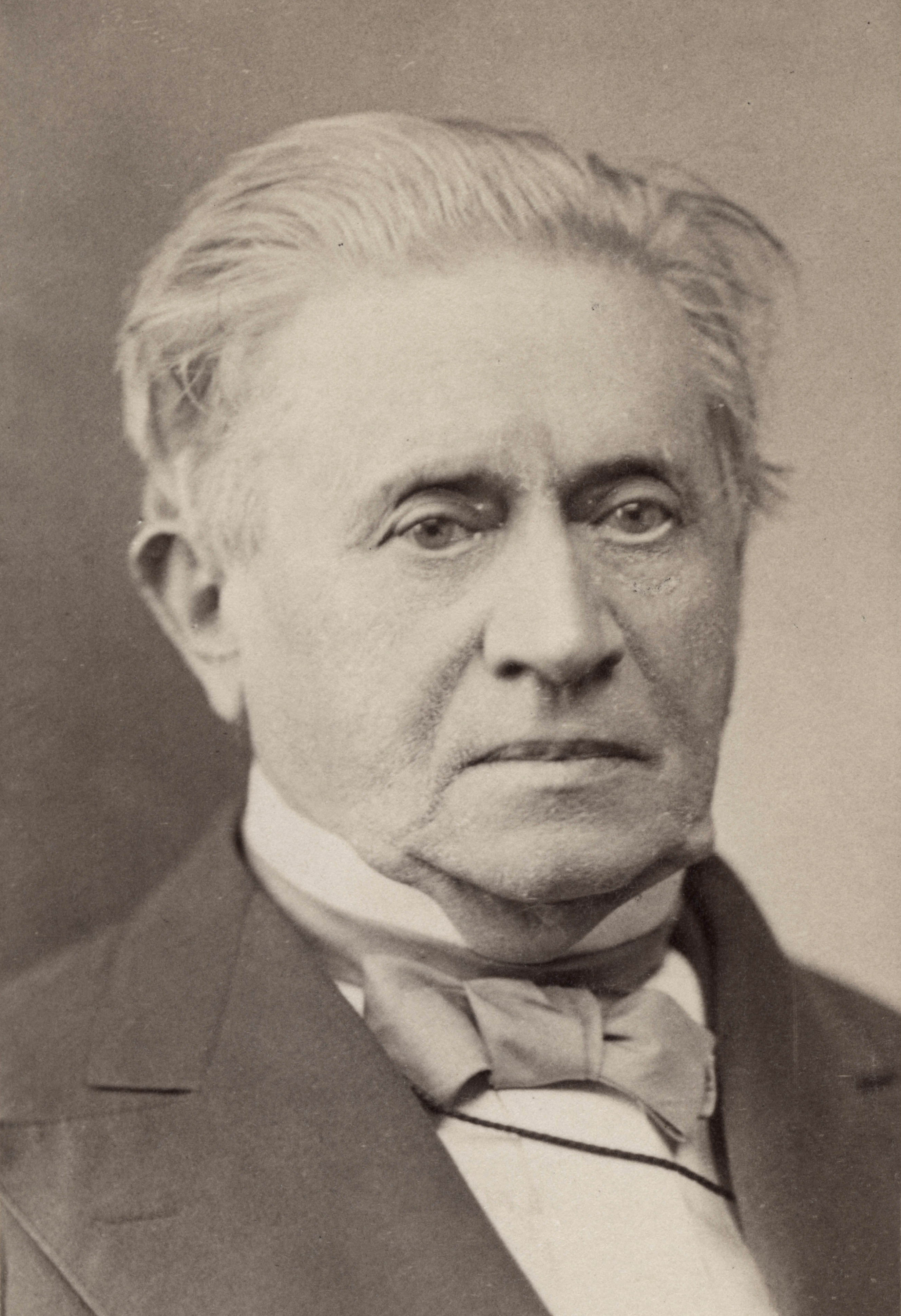
Фотография Джозефа Генри

Джозеф Генри превосходно учился (настолько, что даже часто помогал своим учителям в преподавании), и в 1826 году был назначен профессором математики и естественной философии в Академии Олбани. Некоторые из своих самых значимых исследований он выполнил, занимая эту новую должность. Его любопытство к земному магнетизму привело его к экспериментам с магнетизмом в целом. Он был первым, кто применил новую технологию создания электромагнита с использованием обмоток из изолированного провода, намотанного на железный сердечник. Такие электромагниты строил Уильям Стёрджен, но Стёрджен использовал обмотку из неизолированной проволоки. Используя свою технологию, Генри создал самый мощный электромагнит того времени. С присущим ему мастерством он создал многовитковые электромагниты, названные «уплотнёнными»: на сравнительно небольшой площади электромагнита он размещал до 400 витков изолированной шелком медной проволоки, подключаемых к отдельной батарее. Если соединить эти «пряди» обмотки параллельно, то сила тока заметно возрастёт.
Генри изобрёл «многокатушечную» обмотку, позволившую заметно увеличить подъемную силу электромагнита. Он предложил размещать на электромагните до десяти подобных обмоток — так появились первые в мире технические образцы катушек (называвшиеся «бобинами»). В процессе многочисленных экспериментов он изменял количество и схему подключения катушек к двум гальваническим батареям и сумел создать «силовые» электромагниты с фантастической подъемной силой — от 30 до 325 кг при собственном весе магнита 10 кг.
Поразителен диапазон научных экспериментов Генри. После известных опытов Фарадея, доказавшего ещё в 1821 году вращение проводника вокруг магнита и магнита вокруг проводника, в 1831-м им была создана модель электродвигателя с качающимся движением — «электромагнита-коромысла», совершавшего равномерные качания. И хотя Генри считал своё изобретение лишь «физической игрушкой», он надеялся, что при дальнейшем усовершенствовании это изобретение может получить практическое применение. В модели, построенной учёным, электромагнит совершал 75 качаний в минуту, а мощность двигателя была всего 0,044 Вт. Поэтому о его практическом применении не могло быть и речи.
В том же 1831 году электродвигатель с качательным движением якоря между полюсами магнита был предложен С. Даль-Негро. В моделях электродвигателей Генри и Даль-Негро был использован принцип возвратно-поступательного движения. На этом же принципе работал паровой двигатель. Об исключительной живучести этой идеи говорят и такие факты: первые изобретатели парохода предлагали использовать паровой двигатель для приведения в движение вёсел с тем, чтобы заменить гребцов. А первые изобретатели паровоза хотели создать передвигающийся механизм, подражающий движению ног лошади.
Ко времени пребывания Генри в Олбани относится создание им электромагнитного телеграфа (в этом он опередил Морзе на 6 лет). Телеграф Генри работал на территории Принстонского колледжа (теперь это Принстонский университет) и передавал сигналы на расстояние в одну милю.

### Последние годы
В 1832 Генри стал профессором Принстонского колледжа, а в 1846 — руководителем созданного в этом году Смитсоновского института
Как к известному учёному и директору Смитсоновского института, к Генри обращались многие молодые учёные и изобретатели, стремясь получить его совет. Генри был снисходителен, доброжелателен, сдержан, с мягким юмором. Одним из таких посетителей был Александр Белл, который 1 марта 1875 года написал письмо и представился Генри. Генри проявил интерес к экспериментальным аппаратам Белла, и на следующий день Белл к нему прибыл с визитом. После демонстрации Белл упомянул о своей не опробованной идее о том, как передавать человеческую речь с помощью электричества, используя «аппарат типа губной гармоники», в котором будет несколько стальных язычков, настроенных на разные частоты для покрытия голосового спектра человека. Генри сказал Беллу, что у него «росток великого изобретения». Генри не рекомендовал Беллу публиковать свои идеи до тех пор, пока он не усовершенствует изобретение. Когда Белл посетовал, что он не обладает необходимыми знаниями, Генри решительно сказал: «Так овладевай ими!»
25 июня 1876 года экспериментальный телефон Белла (другой конструкции) демонстрировался на выставке столетия в Филадельфии, на которой Генри был одним из экспертов электротехнической экспозиции. 13 января 1877 года Белл показал свои аппараты Генри в Смитсоновском институте, и Генри предложил Беллу показать их ещё раз этим же вечером в Вашингтонском Философском Обществе. Генри похвалил «ценность и поразительные свойства открытий и изобретений Белла».
Генри был членом Государственного совета по маякам с 1852 года. В 1871 году он был назначен председателем Совета, и служил на этом посту до конца дней. Генри был единственным штатским председателем. Береговая охрана Соединенных Штатов оказала честь Генри, и в заслугу его заботы о маяках и акустических противотуманных сигналах, его именем был назван катер, который обычно именовали «Джо Генри» (Joe Henry). Он был спущен на воду в 1880 году и находился на действительной службе до 1904.
Генри умер 13 мая 1878 года, и был похоронен на кладбище Oak Hill в Вашингтоне.

## Карьера

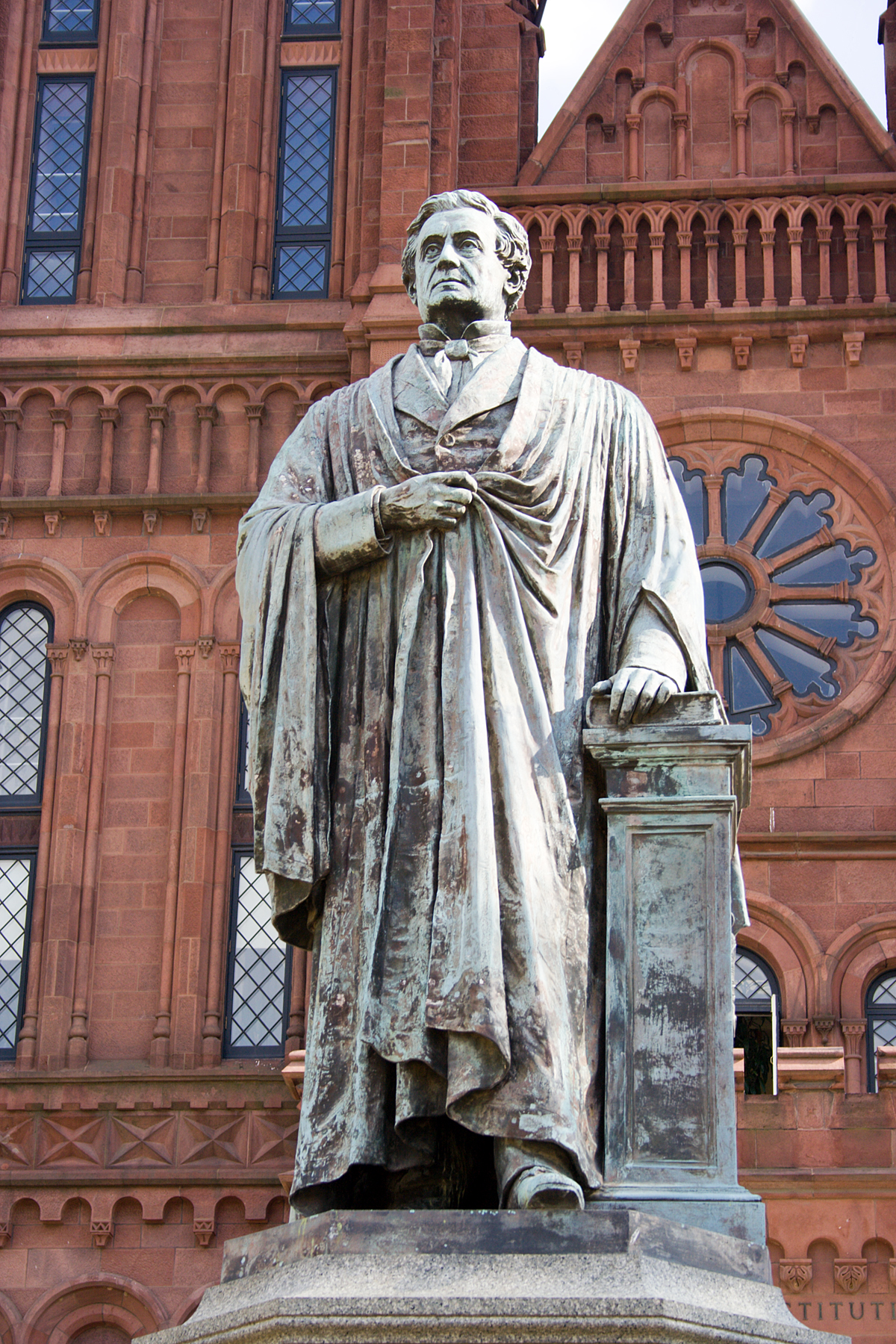
Памятник Джозефу Генри перед зданием Смитсоновского института.

- 1826 — профессор математики и натуральной философии в Академии Олбани (штат Нью-Йорк)
- 1832 — профессор в Принстоне
- 1835 — изобретает электромеханическое реле
- 1846 — первый секретарь Смитсоновского института, до 1878
- 1848 — редактирует книгу Г. Сквайра и Э. Дэвиса «Древние памятники долины Миссисипи» — первую публикацию института.
- 1852 — избран в Государственный совет по маякам
- 1871 — назначен председателем Совета по маякам
- С 1868 и до конца дней — второй президент Национальной Академии наук США.